# 雜點新亮麗鯛
雜點新亮麗鯛，為輻鰭魚綱鱸形目隆頭魚亞目慈鯛科的其中一種，分布於非洲坦干伊喀湖流域，棲息深度約45公尺，體長可達7.3公分，棲息在中底層水域，生活習性不明。

## 擴展閱讀
維基物種上的相關：雜點新亮麗鯛